# Balabancık, İpsala
Balabancık là một xã thuộc huyện İpsala, tỉnh Edirne, Thổ Nhĩ Kỳ. Dân số thời điểm năm 2011 là 552 người.